# Île de Mannar
L’île de Mannar (anciennement île de Manar) est une île de l'archipel du Pont d'Adam, dans la province du Nord du Sri Lanka. 
Elle est reliée à l'île principale du Sri Lanka par une chaussée. Elle a une superficie d'environ 50 kilomètres carrés, principalement couverte de végétation et de sable. Ram setu (en tamoul : ஆதம் பாலம்), est une chaîne de bancs de calcaire, entre l'île indienne de Pamban, également connue sous le nom d'île de Rameswaram, au large de la côte sud-est du Tamil Nadu en Inde et l'île de Mannar. Les preuves géologiques suggèrent que ce pont est une ancienne liaison terrestre entre l'Inde et le Sri Lanka.
Entre 1914 et 1964, il y avait un train et un ferry de l'Inde continentale via Dhanushkodi et Talaimannar à Colombo, mais cela n'a pas été repris après les dégâts catastrophiques causés par un cyclone en 1964. Le pont de Palk Strait a été proposé en juin 2015 pour relier Inde continentale à Mannar.
L'île est sèche et stérile; la pêche est économiquement importante.
Talaimannar est un petit village de pêcheurs situé à l'ouest de l'île de Mannar et est l'endroit le plus venté de tout le Sri Lanka. Récemment, le gouvernement a proposé un parc éolien, contrairement à la communauté locale. Talaimannar est aussi une célèbre destination de kitesurf et de kitesurf, ce dernier pouvant être une vraie solution de développement commercial pour la communauté locale
Ses principales villes sont Mannar et Erukkulampiddi sur sa côte orientale et Pesalai sur sa côte nord, tous reliés par la route A14 qui mène à travers le pont à la partie continentale du Sri Lanka,.

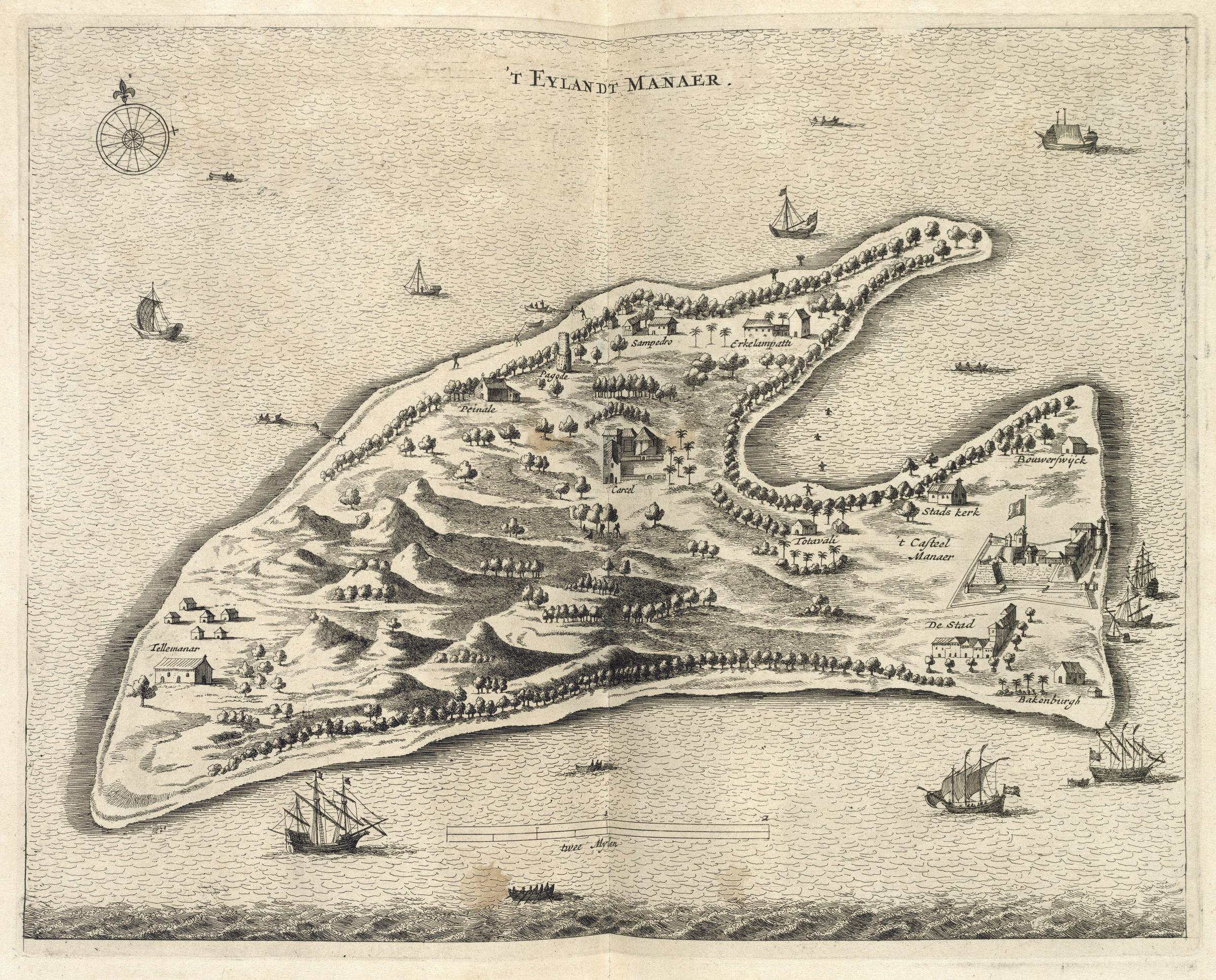
Gravure de l'île de Mannar vers 1672.